# Alagoasa
Alagoasa là một chi bọ cánh cứng trong họ Chrysomelidae.
Chi này được Bechyne miêu tả khoa học năm 1955.

## Các loài
Các loài trong chi này gồm:
- Alagoasa aurora Duckett & Daza, 2004
- Alagoasa parana Samuelson, 1985